# Gianni Sartori
Gianni Sartori (né le 2 décembre 1946 à Pozzoleone) est un coureur cycliste italien. Il a notamment été champion du monde du kilomètre en 1969. Aux Jeux olympiques de 1968 à Mexico, il a pris la quatrième place de cette épreuve.

## Palmarès sur piste

### Jeux olympiques
- Mexico 1968
  - 4e du kilomètre

### Championnats du monde
- Montevideo 1968
  -  Médaillé de bronze du kilomètre
- Brno 1969
  -  Champion du monde du kilomètre

## Palmarès sur route
- 1972
  - La Popolarissima